# Guaduella humilis
Guaduella humilis, trajnica iz porodice trava, smještena u tribus Guaduelleae, potporodica Puelioideae. Hemikriptofit iz Nigerije i Kameruna u zapadnoj tropskoj Africi.
Opisana je 1962. godine.